# Textilfabrik Cromford

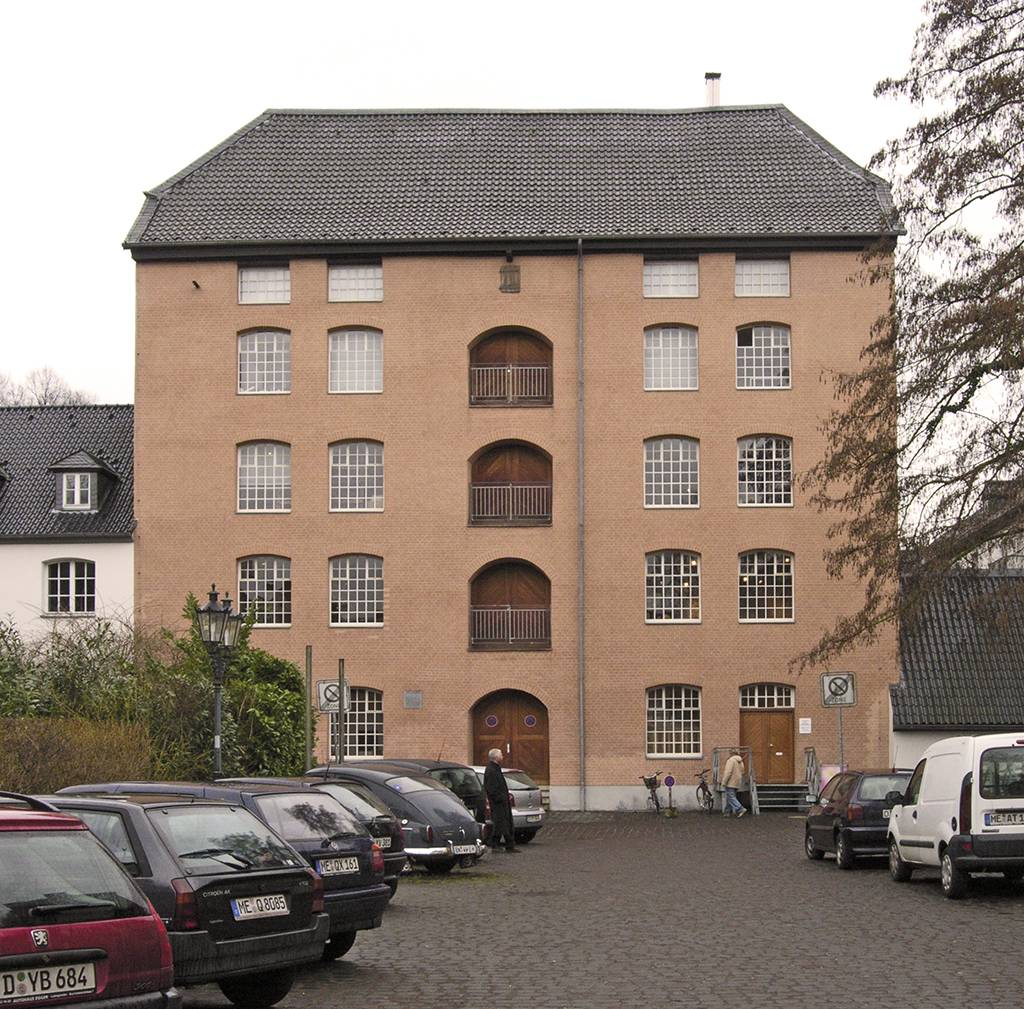
Ratingen, Industriemuseum Cromford, Spinnerei

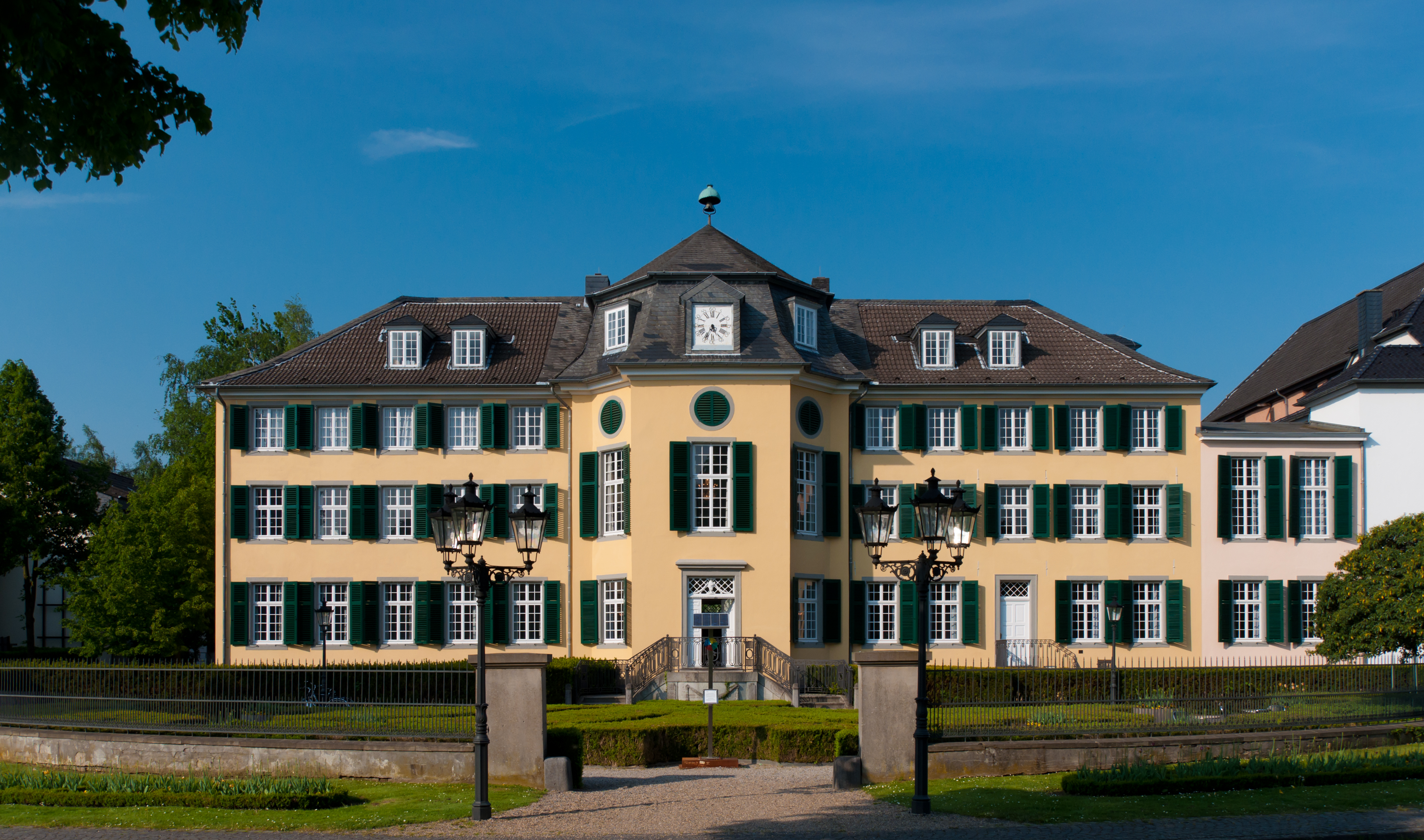
Herrenhaus (damalige Villa des Unternehmensgründers)

Die Textilfabrik Cromford im rheinischen Ratingen wurde 1783 von Johann Gottfried Brügelmann gegründet und war eine der ersten Fabriken auf dem europäischen Festland. Heute befindet sich hier eine Niederlassung des LVR-Industriemuseums.

## Geschichte

### Vorgeschichte
Brügelmann, der einer reichen Elberfelder Kaufmannsfamilie entstammte, erfuhr – vermutlich Anfang der 1770er-Jahre – während eines längeren Aufenthalts in Basel von der Erfindung der Waterframes durch den Engländer Richard Arkwright im mittelenglischen Dorf Cromford. Nach seiner Rückkehr ins Wuppertal war der Garnmarkt im Aufschwung, die Nachfrage war kaum zu befriedigen. Brügelmann erkannte das Potenzial, das in der Mechanisierung des bislang arbeitsintensiven Spinnens lag – auf einen Weber kamen etwa zehn Spinner.
Richard Arkwright schützte seine in England patentierte Erfindung allerdings intensiv. Wie sie funktionierte, versuchte er geheim zu halten. Auch die britische Regierung sorgte dafür, dass das Geheimnis nicht außer Landes getragen werden konnte: Sie verhängte auf den Verrat von Informationen über die Maschine die Todesstrafe. Der Wert dieser Erfindung ist allein daran zu erkennen, dass bis zum erfolgreichen Nachbau der Maschine durch Samuel Slater im Jahre 1793 Baumwolle zum Spinnen aus den USA nach England und anschließend wieder zurück transportiert wurde.
Dennoch gelang es Brügelmann im Jahre 1783 ein Modell der Waterframe zu bekommen. Zuvor hatte er bereits sechs Jahre lang erfolglos mit einem angeblichen Experten aus dem Siegerland geforscht, anschließend hatte er es geschafft, an eine Cromforder Kratzmaschine zu kommen, die ihm jedoch ohne die Waterframe nichts nutzte. Es ist unklar, wie er an diese Maschine und an das Modell der Waterframe kam. Der Familienchronik nach soll er sich selbst als Spinner in die arkwrightsche Fabrik geschmuggelt und dort solange gearbeitet und heimlich kleinere Ersatzteile gestohlen haben, bis er glaubte, sie zuhause nachbauen zu können. In einem Brief an den Kurfürsten Karl Theodor schreibt er hingegen, er habe einen ergebenen Freund in England, der ihm die Sachen besorgt habe. Es ist jedoch denkbar, dass er in dem Brief nicht zugeben wollte, Industriespionage betrieben zu haben.

### Errichtung und Betrieb der Fabrik
Zuvor schon hatte Brügelmann nach einem geeigneten Standort für seine Fabrik gesucht. In seiner Wuppertaler Heimat hinderten ihn daran die Garnnahrung, eine kartellähnliche Verbindung von Kaufmannsfamilien, und gesellschaftliche Zwänge. Er fand schließlich im damaligen Amt Eckamp eine stillgelegte Ölmühle mitsamt Mühlenrecht an der Anger vor den Stadtmauern Ratingens, nahe der Wasserburg Haus zum Haus. Der Kurfürst gewährte ihm 1784 für zwölf Jahre ein Privileg auf den Betrieb mechanischer Spinnereien (Brügelmann hatte um 40 Jahre ersucht) als Ausgleich für die zu tätigenden Investitionen. Zudem waren Arbeitskräfte im damals verarmten Ratingen sehr günstig zu bekommen und weniger geneigt, Unruhen, wie die Anfang der 1780er-Jahre in Elberfeld und Barmen stattgefundenen Weberaufstände, zu verursachen.

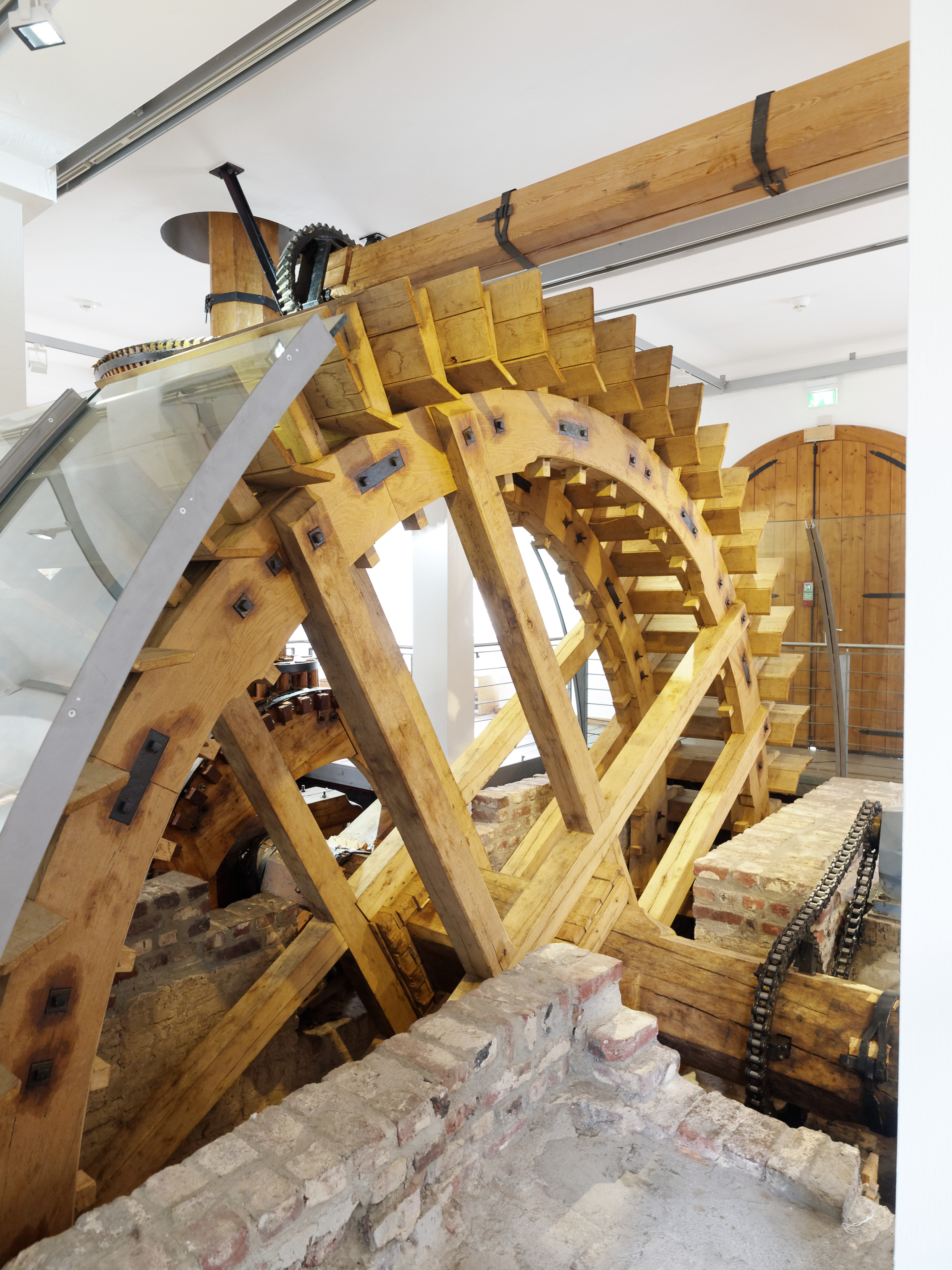
Wasserrad als Antrieb

Er baute an der Anger zwei Fabrikationshallen und heuerte weitere Engländer an, die ihm halfen, funktionsfähige Waterframes herzustellen. Letztlich gelang es ihm 1784, die Fabrik in Betrieb zu nehmen. Angetrieben wurden alle Maschinen von Wasserrädern. Er nannte die Fabrik nach dem Ort, an der ihr englisches Vorbild stand: Cromford. Noch heute heißt das Ratinger Gebiet zwischen Hauser Ring, Mülheimer Straße und Junkernbusch „Cromford“.
Die Geschäfte gingen hervorragend: ein beeindruckendes fünf Stockwerke hohes Fabrikgebäude wurde errichtet, daneben 1787 ein luxuriöses Herrenhaus für 20.000 Reichstaler und ein von Maximilian Friedrich Weyhe angelegter teils barocker, teils englischer Garten, der heutige Poensgenpark. 10 Jahre nach der Eröffnung arbeiteten 400 Arbeiter in der Fabrik – eine damals unvorstellbar große Beschäftigtenzahl. Kurz nach Brügelmanns Tod 1802 waren es 600 – bis heute der Höhepunkt der Unternehmensgeschichte, nicht zuletzt weil nach Auslaufen des kurfürstlichen Privilegs in der Umgebung bald zahlreiche weitere Spinnereien errichtet wurden, viele davon noch größer und moderner als die Textilfabrik Cromford.
1801 wurde das linke Rheinufer französisch mit dem Rhein als Zollgrenze, wodurch zwar wichtige Absatzgebiete verloren gingen, aber Brügelmann  hatte bereits 1799 im linksrheinischen Rheydt zusammen mit dem Fabrikanten Johann Lenssen einen Betrieb gegründet.
Nach dem Tod des Firmengründers führten seine beiden Söhne die Geschäfte fort. 1846 ließ Moritz Brügelmann, ein Enkel des Gründers, in der Baumwollspinnerei eine Dampfmaschine aufstellen, und er erweiterte den Betrieb durch die Errichtung einer mechanischen Weberei mit 165 Stühlen. Im Revolutionsjahr 1848 hatten die Arbeiter der Cromforder Fabrik ein Sensencorps als Sicherheitsverein gegründet mit Wilhelm Brügelmann an der Spitze. 1849 wurden in der Spinnerei 134 Arbeiter und in der Weberei 216 Arbeiter beschäftigt. 1852 zeigte Brügelmann Twiste, Warps (Stoff aus Baumwolle und Reißspinnstoff) und Nessel auf der Provinzial-Gewerbe-Ausstellung für Rheinland und Westphalen, welche im Düsseldorfer Schloss stattfand.  Das Unternehmen, das zwischenzeitlich stark erweitert worden war, geriet 1890 in wirtschaftliche Schwierigkeiten, indem es der Konkurrenz nicht mehr gewachsen war. Es wurde wiederholt verkauft und in den 1920er Jahren in eine Genossenschaft umgewandelt, um 1977 schließlich aufgelöst zu werden.

### Die Textilfabrik Cromford heute

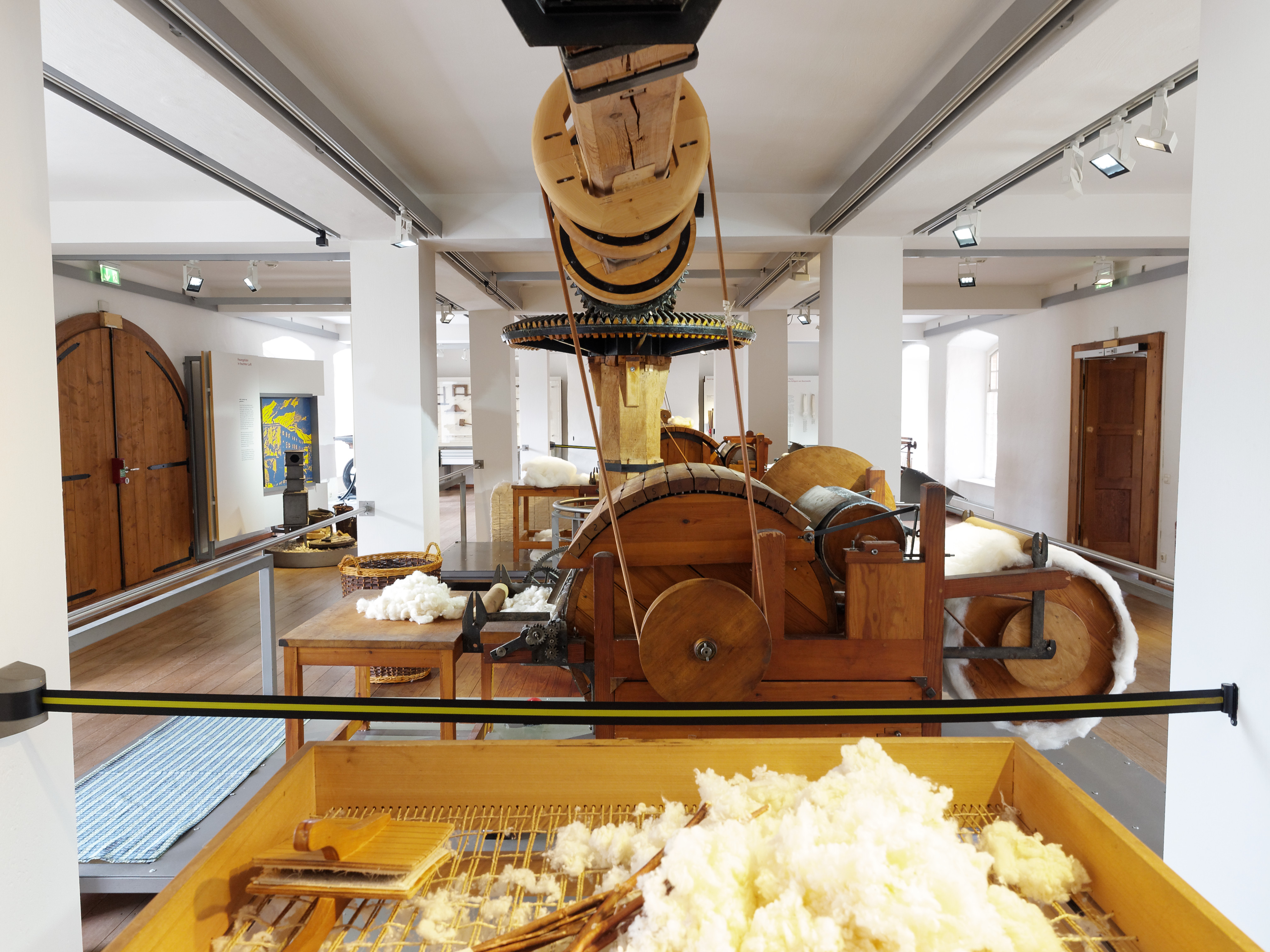
Vorbereitung der Baumwolle für das Spinnen

Die moderneren Fabrikhallen wurden in den 1980er-Jahren durch ein Villenviertel überbaut. Verblieben sind noch das Herrenhaus des Fabrikeigentümers und die „Hohe Fabrik“, der ursprüngliche Kern des Unternehmens.
1983 wurde dort erstmals mit den Mitteln der Archäologie ein industrieller Standort untersucht und dokumentiert. Heute befindet sich in den Gebäuden ein Teil des LVR-Industriemuseums. In dem alten fünfstöckigen Gebäude wurden alle zur Garnherstellung benötigten Maschinen originalgetreu und voll funktionsfähig rekonstruiert. Die Fabrik kann, über das zentrale Antriebsrad angetrieben, vollständig in Betrieb gesehen werden. Eine Ausstellung und optionale Führungen erläutern die Geschichte der Fabrik, den Prozess der Garnherstellung und die Arbeitsbedingungen (z. B. die damals übliche Kinderarbeit) und Sozialverhältnisse.
Darüber hinaus dient der Gartensaal der Villa Cromford heute vom Frühjahr bis zum Frühherbst eines Jahres der Ausrichtung standesamtlicher Hochzeiten der Stadt Ratingen.

## Museumsbetrieb

### Dauerausstellung
Zur Dauerausstellung Cromford Ratingen liegt ein ausführlicher Katalog vor, der vom Leben und der Arbeit in der Fabrik, der Technik der Baumwollspinnerei ebenso berichtet, wie vom Herrenhaus Cromford. Das Herrenhaus war die Schaltzentrale des einst bedeutenden Unternehmens und bürgerliches Wohnhaus der Brügelmanns als einer der führenden Fabrikantenfamilien ihrer Zeit.

### Ausstellungen
Vom 25. Oktober 2015 bis zum 30. Oktober 2016 fand im Hause die Ausstellung Die Macht der Mode – Zwischen Kaiserreich, Weltkrieg und Republik statt. Schwerpunkte der Ausstellung waren unter anderem die Themenkreise Kultur- und Modegeschichte, Konsum- und Wirtschaftsgeschichte, sachlich zweckmäßige Kleidung sowie Mythen und Vorbilder. Zur Ausstellung erschien ein ausführlicher Katalog.